# Harmony (série de jeux vidéo)
Pour les articles homonymes, voir Harmony.
Harmony (har•mo•ny ou har-mo-ny) est une série de jeux vidéo développée par BorderLeap sur iOS et Android.

## Liste des titres
- 2013 : Harmony
- 2014 : Harmony 2 [1]
- 2015 : Harmony 3[2]